# Жув, Жереми
Жереми Жув (фр. Jérémy Jouve, род. 1979 год, Шамбери, Франция) — французский исполнитель на классической гитаре. Лауреат престижных международных конкурсов.

## Биография
В возрасте десяти лет выступил на концертной сцене с Оркестром Шамбери, исполнив концерт Антонио Вивальди в Кафедральном соборе города Шамбери. Закончил École Normale de Musique de Paris (Франция, класс Альберто Понсе) и Conservatoire national supérieur de musique et de danse de Paris (Франция, по классу гитары у Ролана Дьенса и в классе камерной музыки).
Выступал с концертами в странах Европы, Северной и Южной Америки, в Индии, на Филиппинах и в Сингапуре, на фестивалях German Iserlhon Guitar Festival, Radio France Festival at Montpellier, the Mexican Saltillo Guitar Festival, II Московский международный фестиваль «Виртуозы гитары», III Международный конкурс-фестиваль в Санкт-Петербурге имени А. А. Хорева. Неоднократно выступал в России (Москва, Санкт-Петербург). Исполняет сочинения современных композиторов, в частности специально написанные для него произведения композитора Матиаса Дюплесси. В 2015 году записал диск «Cavalcada» с сочинениями этого композитора.
Жереми Жув принимает участие в разнообразных музыкальных проектах. Среди его увлечений джаз, индийская классическая музыка и электрическая гитара. Постоянно сотрудничает с тенором Себастьяном Дроем и гитаристом Жудикаэлем Перруа (победитель конкурса GFA в 1997 году, дуэт сформировался в École Normale de Musique de Paris, где оба гитариста учились у Альберто Понсе). Удостоен премии Грэмми в 2014 году Его альбом Traveling Sonata — European Music For Flute & Guitar, записанный совместно с флейтисткой Вивианой Гузман, был номинирован на «Грэмми» в 2014 году.
С 2004 года (когда записал диск «Guitar Recital: Jeremy Jouve») сотрудничает с лейблом Naxos. Записал на этой студии ещё два диска с сочинениями Хоакина Родриго, творчество которого гитарист высоко ценит. Сотрудничает с лейблами Reference Recordings и Melbay.

## Награды
- 1992 год. I премия на конкурсе, организованном для юных музыкантов консерваторией города Гренобля (в возрасте тринадцати лет)[8].
- 2002 год. Первый приз на Международном конкурсе в г. Тыхи (Польша).
- 2003 год. Международный конкурс Guitar Foundation of America (GFA, Мексика), первый приз.

## Дискография
- 2004. Guitar Recital: Jeremy Jouve. Naxos. Catalogue No: 8.557597. Barcode: 0747313259724[9].
- 2008. Rodrigo, J.: Guitar Works, Vol. 1 (Jouve). Naxos.  Catalogue No: 8.570286. Barcode: 0747313028672.
- 2010. Jérémy Jouve. Concert live. Melbay. DVD. 22060.
- 2013. Rodrigo, J.: Guitar Works, Vol. 2 (Jouve). Naxos. Catalogue No: 8.572984. Barcode: 747313298471.
- 2014. Traveling Sonata — European Music For Flute & Guitar. Viviana Guzmán. Jérémy Jouve. Reference Recordings.
- 2015. Jérémy Jouve. Cavalcada. Mathias Duplessy[10]. Absilone.